# نشانه حسی
نشانه حسی (انگلیسی: SENSORY CUE) یک محرک یا مجموعه ای منظم از تحریکات حسی است که موجب بازتاب یک الگوی رفتاری خاص در جاندار می‌شود.
عامل اصلی بروز و ادامه یک رفتار خاص، دریافت اطلاعات حسی و درک ترکیبی خاص از این اطلاعات است. مطالعه این روند از ۲ دیدگاه، یکی مشاهدات فیزیولوژیک اعصاب و دیگری رویکرد روانشناختی به یافته‌های آماری مقدور است.
ترکیب و ایجاد نظم و ترتیب در نشانه‌های حسی، پایه اصلی درک ما از پدیده‌های جهان خارجی است. از اینرو نشانه‌های حسی در تشکیل و گسترش نظریات مربوط به ادراک نقشی مهم داشته و دارند.

## نقش نشانه‌های حسی در ادراک
نظریات گوناگونی برای توضیح نقش نشانه‌های حسی در ادراک وجود دارند. از دو گروه اصلی این نظریات، یکی بر مشاهدات فیزیولوژیک و دیگری بر تفسیر روانشناختی یافته‌های آماری تکیه دارد. این دو رویکرد متفاوت، در عمل منجر به ایجاد شکاف و تناقض در توضیح چگونگی ترکیب و سازماندهی نشانه‌های حسی شده‌اند.

ترکیب سازمان یافته نشانه‌های متعدد حسی در بروز رفتار سازگار و تشکیل عادت نقشی اساسی دارد. اما توضیح چگونگی این ترکیب، از دیدگاه روان‌شناسی و فیزیولوژیک برهم منطبق نیست. یکی رفتار را نتیجه پیش‌بینی حساب شده نشانه‌های حسی در یک چارچوب جسمی و روانی می‌داند و دیگری بر چگونگی تعامل بین سلولهای عصبی تکیه دارد. نظریه پردازان ادراک، تلاش کرده و می‌کنند تا الگویی ارائه دهند که هم قادر به توضیح فعل و انفعالات مخفی عصبی و هم توجیه رفتار ظاهری باشد. به همین منظور چگونگی ترکیب نشانه‌های حسی دیداری و تعادلی در میمونهای ماکاک مورد مطالعه قرار گرفته‌است. همزمان با مشاهده مسیر حرکت میمون در یک فضای مجازی که توسط رایانه ایجاد شده، دانشمندان قادرند فعالیت سلولهای عصبی را در مرکز چند حسی قشای مغز تحت نظارت قرار دهند. به این ترتیب دانشمندان تلاش می‌کنند تا ارتباط فعالیت عصبی و رفتار جانور را کشف و ثبت کنند. اما هنوز تنها در آغاز کارند